# (200126) 1997 HK11
(200126) 1997 HK11 es un asteroide perteneciente al cinturón de asteroides, descubierto el 30 de abril de 1997 por el equipo del Lincoln Near-Earth Asteroid Research desde el Laboratorio Lincoln, Socorro, Nuevo México.

## Designación y nombre
Designado provisionalmente como 1997 HK11.

## Características orbitales
1997 HK11 está situado a una distancia media del Sol de 2,250 ua, pudiendo alejarse hasta 2,363 ua y acercarse hasta 2,137 ua. Su excentricidad es 0,050 y la inclinación orbital 8,937 grados. Emplea 1232,94 días en completar una órbita alrededor del Sol.

## Características físicas
La magnitud absoluta de 1997 HK11 es 16,8. Tiene 2,748 km de diámetro y su albedo se estima en 0,059. Está asignado al tipo espectral.